# حمل التيار

تيارات مثل هذه تحمل مادة صلبة نتيجة لعوامل التعرية. (من Wikimedia Commons)

حمل التيار هو مصطلح جيولوجي يشير إلى المواد الصلبة التي يحملها تيار ما (Strahler and Strahler, 2006). ويزيل التآكل وجهد القص الموجود على القاع المواد المعدنية باستمرار من القاع وضفاف قناة التيار، وهو ما يُضيف هذه المواد إلى مسار التدفق العادي للمياه. ويتم قياس كمية الحمل الصلب التي يمكن أن يحملها التيار أو قدرة التيار بالطن المتري في اليوم، وذلك وفقًا لمروره على مكان معين. وتعتمد قدرة التيار على سرعةالتيار وكمية تدفق المياه والتدرج (لأن التيارات التي تحدث على المنحدرات الشديدة تميل إلى أن تكون ذات تدفق وسرعة أكبر) (Strahler and Strahler, 2006).

## أنواع تآكل التيار
هناك نوعان من المصادر الرئيسية لتآكل التيار: الفعل الهيدروليكي والتآكل. وتعمل كافة المواد المضافة لمسار تدفق التيار العادي من خلال هذه العمليات على زيادة حمل التيار الكلي (Strahler and Strahler, 2006).

## أنواع حمل التيار
تتآكل المواد المعدنية ذات العديد من الأشكال والأحجام المختلفة من الجسيمات، وتساهم في حمل التيار الكلي بشكل عام. وتحدد الاختلافات في حجم تلك المواد كيفية نقلها عبر التيار. ويتم تقسيم حمل التيار إلى ثلاثة أنواع: الحمل الذائب والحمل المعلق وحمل القاع (Ritter, 2006).

### الحمل الذائب
تكون المواد الذائبة غير مرئية ويتم نقلها في شكل أيونات كيميائية. وتحمل جميع التيارات بعض أنواع الحمل الذائب. ويمكن أن ينتج هذا النوع من الحمل عن التحول المعدني الناجم من التآكل الكيميائي أو قد يكون حتى نتيجة تسرب المياه الجوفية إلى التيار. والمواد المكونة للحمل الذائب تتمتع بحجم الجسيمات الأصغر بين أنواع الحمل الثلاثة الأخرى (Strahler and Strahler, 2006). Hi mat

### الحمل المعلق
يتكون الحمل المعلق من جسيمات رسوبية دقيقة تعلقت وتم نقلها من خلال التيار. وهذه المواد كبيرة جدًا بشكل يتعذر معه ذوبانها، كما أنها في الوقت نفسه صغيرة جدًا بشكل يتعذر معه ترسبها على قاع التيار (Mangelsdorf, 1990). ويعمل تدفق التيار على عدم ترسب هذه المواد العالقة، مثل الطين والطمي، واستقرارها على قاع التيار. ويكون الحمل المعلق نتيجة تآكل المواد من خلال الفعل الهيدروليكي عند سطح التيار الملاصق للقناة، وكذلك تآكل القناة نفسها. ويُعزى للحمل المعلق الغالبية العظمى لحمل التيار (Strahler and Strahler, 2006).

### حمل القاع
يتحرك حمل القاع ببطء على طول قاع النهر. ويشتمل هذا على المواد الأكبر والأثقل في التيار، بدءًا من الرمل والحصوات وانتهاء بالصخور والحصوات الأكبر حجمًا. وهناك طريقتان رئيسيتان لنقل حمل القاع: الجر والقفز. حيث يصف الجر «الإسراع والدحرجة» للجسيمات على طول القاع (Ritter, 2006). في إطار نقل حمل التيار، يكون القفز شبيهًا بحركة الارتداد، والتي تحدث عندما تتعلق جزيئات كبيرة في التيار لمسافة قصيرة، وبعد ذلك تسقط على القاع، طاردة الجسيمات من القاع. وتتحرك الجزيئات المطرودة أسفل التيار على بعد مسافة قصيرة، حيث تسقط على القاع، وبذلك تُخلخل جسيمات حمل القاع مرة أخرى عند الاصطدام (Ritter, 2006).

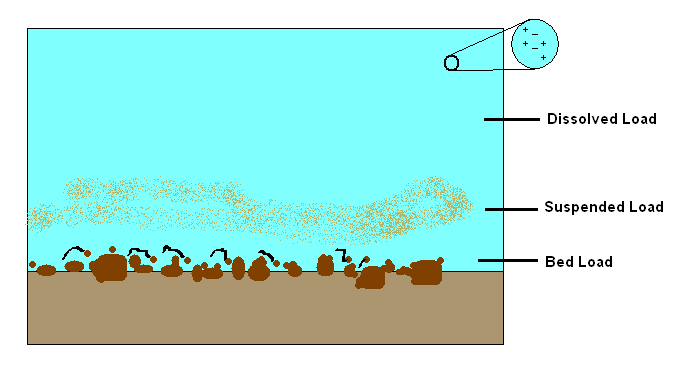
حمل ذائب وعالق يتحرك مع التدفق الطبيعي للمجرى، بينما يتدحرج حمل القاع الأثقل فوق قاع المجرى. (من Wikimedia Commons)

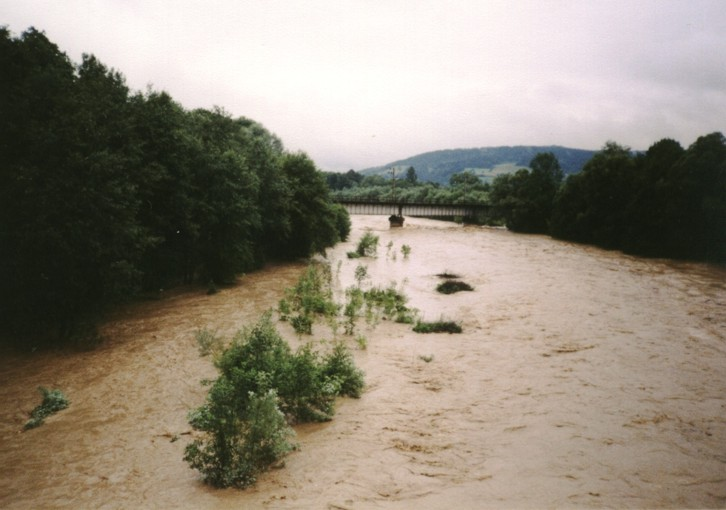
يتسبب الحمل المعلق المرتفع في إكساب هذا المجرى الفائض لونه الداكن. (من Wikimedia Commons)

## حمل الفيضان والتيار
تعمل الفيضانات على وضع سيناريو يجعل من تدفق التيار والسرعة عاليين بشكل غير عادي بسبب الإضافة العنيفة للماء إلى التيار. وتزيد هذه الخصائص المتصاعدة إمكانية تآكل التيار وزيادة حمل التيار على حد سواء (Knighton, 1998). أما التيارات الناجمة عن الفيضانات، فغالبًا ما تكون مسئولة عن نقل الرواسب الثقيلة والترسيب في مجرى التيار. وتزداد قدرة التيار زيادة كبيرة أثناء الفيضان (Knighton, 1998). وخلال الفيضان، قد يكون الحمل المعلق الكبير الحجم مرئيًا، وهو ما يمنح التيار لونًا داكنًا.